# Хоссейн Каебі
Хоссейн Каебі (перс. حسین کعبی, нар. 23 вересня 1985, Ахваз) — іранський футболіст, правий захисник клубу «Сепідруд».
Виступав, зокрема, за клуби «Фулад» та «Лестер Сіті», а також національну збірну Ірану.

## Клубна кар'єра
У дорослому футболі дебютував 2002 року виступами за команду клубу «Фулад», в якій провів чотири сезони. 
Згодом з 2005 по 2007 рік грав у складі команд клубів «Аль-Садд», «Емірейтс» та «Персеполіс».
Своєю грою за останню команду привернув увагу представників тренерського штабу клубу «Лестер Сіті», до складу якого приєднався 2007 року. Відіграв за команду з Лестера наступний сезон своєї ігрової кар'єри.
Протягом 2008—2014 років захищав кольори клубів «Персеполіс», «Сайпа», «Стіл Азін», «Рах Ахан», «Санат Нафт» та «Естеґлал Хузестан».
До складу клубу «Сепідруд» приєднався 2016 року. Відтоді встиг відіграти за нього 30 матчів в національному чемпіонаті.

## Виступи за збірну
2002 року дебютував в офіційних матчах у складі національної збірної Ірану. Наразі провів у формі головної команди країни 84 матчі, забивши 1 гол.
У складі збірної був учасником кубка Азії з футболу 2004 року у Китаї, на якому команда здобула бронзові нагороди, чемпіонату світу 2006 року у Німеччині, кубка Азії з футболу 2007 року у чотирьох країнах відразу.

## Титули і досягнення
- Чемпіон Ірану: 2004-05, 2007-08

Збірні
- Переможець Азійських ігор: 2002
- Бронзовий призер Кубка Азії: 2004
- Переможець Чемпіонату Західної Азії: 2004